# Stephanie McMahon
Stephanie Marie McMahon-Levesque (Hartford (Connecticut), 24 september 1976), is een Amerikaans ondernemer en voormalig professioneel worstelaar. Sinds 2022 vervult ze haar rol als Chairwoman en Co-Chief Executive Officer (CEO) van de World Wrestling Entertainment, het grootste bedrijf ter wereld op het vlak van professioneel worstelen en sportentertainment.
McMahon is de enige dochter van Linda Edwards en Vince McMahon, die in 1982 de toenmalige World (Wide) Wrestling Federation (WWWF/WWF) van zijn vader Vince McMahon Sr. erfde. Met haar echtgenoot Paul Levesque is zij de hoofdaandeelhouder van het familiebedrijf. Haar oudere broer Shane is tevens een ondernemer en mede-eigenaar van de World Wrestling Entertainment. McMahon begon haar carrière als worstelpromotor en ging alreeds in haar tienerjaren bij de WWF aan de slag. McMahon werkte oorspronkelijk als model, maar zou zich doorlopend ontwikkelen tot zij haar huidige bestuursfunctie in de WWE bekleedde. McMahon zetelt daarenboven in de bestuursraad van de WWE.
McMahon was al regelmatig te zien in tv-optredens voor de WWF/E, te beginnen in 1998. In 2000 ontmoette McMahon worstelaar Paul Levesque, beter bekend onder zijn artiestennaam Hunter Hearst Helmsley oftewel Triple H, met wie ze zowel op het scherm als in het privéleven trouwde. McMahon is net als veel van haar familieleden een geschoold professioneel worstelaar, maar oefent de sport slechts sporadisch uit. McMahon won een keer het WWF Women's Championship.

## World Wrestling Entertainment / WWE (1998-heden)

### Ondernemerschap

#### Public relations en marketing (1998-2011)
McMahon begon in 1998 bij de World Wrestling Federation (WWE) oorspronkelijk als model voor de afdeling merchandising, maar zou gestaag oprijzen in het bedrijf van haar vader. Ze werd later hoofd public relations op het WWF-hoofdkantoor te New York. In haar vroege jaren was ze in de WWF ook even receptioniste en televisieproducente.
McMahon had toezicht over het creatieve proces van alle televisie- en pay-per-viewprogramma's. McMahon kreeg evenzeer het compartiment Talent Management en Branding onder haar hoede, taken die haar echtgenoot Paul Levesque in 2011 van haar overnam. McMahon is nog steeds betrokken bij de verkoop van merchandising en het promoten van pay-per-views die het bedrijf organiseert, alsook is McMahon nauw betrokken bij de sociale en digitale media-eigenschappen.
McMahon ontfermde zich over de 'WWE app', een mobiele app ontwikkeld door McMahon. Ze stond in die hoedanigheid mee aan de wieg van de betaalzender WWE Network. De app die McMahon in het leven riep werd meer dan 20 miljoen keer gedownload. McMahon was in staat een partnerschap aan te gaan met onder meer Yahoo en bevorderde verder de creatieve inhoud die de WWE te bieden had. Naast haar taken was McMahon verantwoordelijk voor de dagelijkse activiteiten op de website van het bedrijf, WWE.com.

#### Chief Brand Officer (2013-heden)
Op 4 december 2013 kondigde de WWE aan dat McMahon was benoemd tot CBO. Ze was vanaf dan verantwoordelijk voor het verder verbeteren van de merkreputatie van de WWE en het strikken van adverteerders, media, zakenpartners en investeerders. McMahon werd ook aangeduid als ambassadrice van de WWE en ondersteunt de groei van haar vaders bedrijf.
McMahon leidt gerichte marketingprogramma's en werd ambassadrice van Susan G. Komen for the Cure, een stichting die opkomt voor vrouwen die lijden aan borstkanker. Ze zet zich tevens in voor campagnes tegen pesten. De nieuwe functie van McMahon stelde haar in staat om nieuwe belangrijke partnerschappen te sluiten die het merk WWE kracht bij zetten in de Verenigde Staten en de rest van de wereld. Vanaf 5 februari 2014 bezat McMahon meer dan $ 77 miljoen aan aandelen.

### Professioneel worstelcarrière (1998-heden)
Stephanie McMahon worstelde zelden voor de WWF, maar was wel meermaals te zien als constituent in veelbeduidende verhaallijnen die op televisie werden uitgezonden. Gedurende het Attitude Era speelde McMahon een gefictionaliseerde versie van zichzelf.
McMahon debuteerde in juni 1998 als de jonge en onschuldige dochter van Vince McMahon, die volgens de verhaallijn werd lastiggevallen door The Undertaker. Ze had daarna kort een fictieve relatie met Andrew Martin, die bekend was onder de ringnaam Test. Martin overleed in 2009.
McMahon huwde Hunter Hearst Helmsley, maar haar televisierelatie met Hunter Hearst Helmsley kon niet standhouden omdat McMahon zich liet verleiden door Chris Jericho. Uiteindelijk streken McMahon en Helmsley de plooien weer glad.
Nadat ze tussen 2002 en 2003 als fictieve General Manager van het programma Friday Night SmackDown! fungeerde, verdween McMahon tijdelijk van het scherm. Met uitzondering van twee gastoptredens in 2005 en 2007, zou McMahon vijf jaar lang niet in beeld komen.
McMahon verscheen in 2008 opnieuw regelmatig in het programma Monday Night Raw als General Manager, maar hield dit snel voor bekeken. Medio 2013 keerde McMahon terug, ditmaal in de vorm van een zalvende en vaak veroordelende bedrijfseigenaar. Als het machtspaar "The Authority" werd ze geflankeerd door haar man Paul Levesque, die als Triple H de rol speelde van een strenge en onrechtvaardige COO.
Van 2013 tot 2016 portretteerden McMahon en Levesque een machtspaar dat vaak schaduwrijke decreten opstelde, terwijl ze verkondigden dat ze zich slechts bekommerden om 'wat het beste was voor het bedrijfsleven'. Hun act bestond eruit dat zij elkaar aanhoudend ophemelden en hun liefde accentueerden met een openlijke blijk van genegenheid.

## Persoonlijk leven
McMahon en haar familie hebben Ierse roots. Tijdens een WWE-live-evenement in Dublin, sprak McMahon dat haar familie oorspronkelijk afkomstig was uit het Ierse graafschap County Clare. De ouders van McMahons overgrootvader, Roderick "Jess" McMahon, emigreerden van het Ierse Galway naar New York in de jaren 1870.
Ze ontmoette Paul Levesque, beter bekend als Triple H, in 2000 ten tijde van hun fictieve romance in de WWF. Ze verloofden zich op Valentijnsdag 2003 en trouwden op 25 oktober 2003. Levesque en zijn vorige vriendin, Joanie "Chyna" Laurer, waren pas uit elkaar. Laurer beweerde echter dat Levesque reeds een relatie met McMahon was gestart toen ze nog bij elkaar waren. Laurer overleed in 2016 aan de gevolgen van een slepende ziekte. Vlak na haar huwelijk met Levesque veranderde Stephanie haar familienaam in die van haar man en heette ze voortaan wettelijk 'Stephanie Levesque-McMahon'.
McMahon en Levesque hebben drie dochters. Op 8 januari 2006 maakten McMahon en Levesque bekend dat zij hun eerste kind verwachtten. Aurora Rose Levesque werd geboren op 24 juli 2006. Murphy Claire Levesque werd geboren op 28 juli 2008 en Vaughn Evelyn Levesque op 24 augustus 2010. McMahon is een aanhanger van de politieke Republikeinse Partij en schonk samen met haar man $ 2.700 aan de presidentiële campagne van Chris Christie.